# Agnès de Sacy
Pour les articles homonymes, voir Sacy.
 (novembre 2023).
La mise en forme du texte ne suit pas les recommandations de Wikipédia : il faut le « wikifier ».
Les points d'amélioration suivants sont les cas les plus fréquents :
- Les titres sont pré-formatés par le logiciel. Ils ne sont ni en capitales, ni en gras.
- Le texte ne doit pas être écrit en capitales (les noms de famille non plus), ni en gras, ni en italique, ni en « petit »…
- Le gras n'est utilisé que pour surligner le titre de l'article dans l'introduction, une seule fois.
- L'italique est rarement utilisé : mots en langue étrangère, titres d'œuvres, noms de bateaux, etc.
- Les citations ne sont pas en italique mais en corps de texte normal. Elles sont entourées par des guillemets français : « et ».
- Les listes à puces sont à éviter, des paragraphes rédigés étant largement préférés. Les tableaux sont à réserver à la présentation de données structurées (résultats, etc.).
- Les appels de note de bas de page (petits chiffres en exposant, introduits par l'outil «  Source ») sont à placer entre la fin de phrase et le point final[comme ça].
- Les liens internes (vers d'autres articles de Wikipédia) sont à choisir avec parcimonie. Créez des liens vers des articles approfondissant le sujet. Les termes génériques sans rapport avec le sujet sont à éviter, ainsi que les répétitions de liens vers un même terme.
- Les liens externes sont à placer uniquement dans une section « Liens externes », à la fin de l'article. Ces liens sont à choisir avec parcimonie suivant les règles définies. Si un lien sert de source à l'article, son insertion dans le texte est à faire par les notes de bas de page.
- La présentation des références doit suivre les conventions bibliographiques. Il est recommandé d'utiliser les modèles {{Ouvrage}}, {{Chapitre}}, {{Article}}, {{Lien web}} et/ou {{Bibliographie}}. Le mode d'édition visuel peut mettre en forme automatiquement les références.
- Insérer une infobox (cadre d'informations à droite) n'est pas obligatoire pour parachever la mise en page.

Pour une aide détaillée, merci de consulter Aide:Wikification.
Si vous pensez que ces points ont été résolus, vous pouvez retirer ce bandeau et améliorer la mise en forme d'un autre article.
Agnès de Sacy est une scénariste française de longs métrages. Elle a ecrit et coécrit de nombreux scénarios primés dans des festivals. Elle est également membre du SCA - Scénaristes de Cinéma Associés dont elle fut membre du conseil d'administration de 2018 à 2021.

## Biographie
Après une licence d'études théâtrales (Paris III - Censier), Agnès de Sacy participe à des ateliers d'écriture mené par Michel Vinaver où elle commence à écrire du théâtre. Selon ses mots, quand elle découvre que le nouveau directeur de la Femis est Jean-Claude Carrière, elle comprend le lien organique entre le théâtre et le cinéma. Elle entre à la Femis dans le département Réalisation, promotion de 1992.
Elle réalise pour Arte un court métrage documentaire, intitulé L'un de l'autre, sur le thème « Filmer vos parents ». Elle écrit et réalise un moyen-métrage documentaire avec Laurent Véray, L'héroique cinématographe, qui présente l'évolution de la première guerre mondiale par deux caméramen, un Français et un Allemand, et ce uniquement à partir d'images d'archives.
À partir de là, elle écrit ou co-écrit essentiellement des scénarios avec différents réalisateurs, comme : Pascal Bonitzer, Zabou Breitman, Philippe Godeau (pour lequel elle est nominée aux Césars) ou de Valeria Bruni-Tedeschi, avec qui elle co-écrit cinq films.
En 2014, elle écrit le scénario de Son épouse avec Michel Spinosa, qui sera édité,.
Lors de la création du SCA - Scénaristes de Cinéma Associés, elle fait partie du conseil d'administration, ce jusqu'en 2021.
En 2022, elle obtient le Prix cinéma de la SACD.
En 2024, elle réalise son premier long métrage de fiction, La Fille d'un grand amour, avec Isabelle Carré et François Damiens, inspiré du documentaire qu'elle avait réalisé sur ses parents. Le film sort en salles en janvier 2025.

## Filmographie

### Scénariste
- 1999 : Peau d'homme cœur de bête
- 2000 : De l'histoire ancienne
- 2002 : Frontières
- 2003 : Il est plus facile pour un chameau...
- 2004 : Le Silence
- 2006 : L'Homme de sa vie
- 2006 : Mauvaise Foi
- 2008 : La Fabrique des sentiments
- 2008 : Nos familles (téléfilm Arte)
- 2009 : Le Dernier pour la route (adaptation du livre de Hervé Chabalier)
- 2009 : Je l'aimais (adaptation du roman d'Anna Gavalda)
- 2010 : No et moi (adaptation du roman de Delphine de Vigan)
- 2012 : Cherchez Hortense
- 2013 : 11.6
- 2013 : Un château en Italie
- 2014 : Son épouse
- 2015 : Je vous souhaite d'être follement aimée
- 2016 : Tout de suite maintenant
- 2018 : Les Estivants
- 2019 : Les Envoûtés
- 2022 : Les Jeunes Amants
- 2022 : Les Amandiers

### Scénariste en collaboration
- 2003 : Rencontre avec le dragon (collaboration au scénario avec Hélène Angel)
- 2005 : Alex (collaboration au scénario avec José Alcala)
- 2007 : Actrices (collaboration au scénario avec Valeria Bruni Tedeschi)
- 2016 : Primaire (collaboration au scénario avec Hélène Angel)
- 2023 : Flo
- 2024 : Sous le vent des Marquises
- 2025 : L'Attachement

### Réalisatrice
- 1992 : L'un de l'autre (court-métrage documentaire)
- 2000 : Je ne comprends pas (court métrage)
- 2005 : L'Héroïque Cinématographe (moyen métrage documentaire co-réalisé avec Larent Véray)
- 2025 : La Fille d'un grand amour[9]

## Prix et distinctions

### Récompenses
- Léopard d’or, Festival de Locarno, 1999 pour Peau d'homme, Cœur de bête.
- Premiers plans - Festival d'Angers, Prix du public, pour Frontières
- Prix du public, Festival de Namur, 2001 pour Frontières
- Mention spéciale de la Critique, Festival international du cinéma méditerranéen, 2001 pour Frontières
- Prix Louis Delluc, Premier film pour Il est plus facile pour un chameau...
- Tribecca film festival, Meilleur premier film pour Il est plus facile pour un chameau...
- Prix Jean Vigo, De l'histoire ancienne
- Festival de Cannes 2007, Prix du public - Un certain regard pour Actrices

### Nominations
- Césars 2009 : nommé dans la catégorie Meilleure Adaptation pour Le dernier pour la route.
- Césars 2023 : nommé dans la catégorie Meilleur Scénario original pour Les Amandiers

### Sélections
- Festival de Berlin - Panorama, 2008 pour La fabrique des sentiments.
- Mostra de Venise, 2012, Sélection officielle hors compétition, pour Cherchez Hortense
- Festival de Cannes 2013, Sélection officielle pour Un château en Italie
- Mostra de Venise 2018, Sélection officielle, pour Les Estivants
- Festival de Cannes 2022, sélection officielle pour Les Amandiers

### Autres
- Prix Cinéma 2022 de la SACD